# سامي العدل
سامي العدل (2 نوفمبر 1946 - 10 يوليو 2015) هو ممثل ومخرج مصري. ولد في قرية كفر عبد المؤمن مركز دكرنس محافظة الدقهلية، واسمه سامي توفيق العدل، تخرج من المعهد العالي للفنون المسرحية، له العديد من الأفلام والمسلسلات الحديثة وأكثرها مع الممثلة يسرا والممثل هشام سليم وهو صاحب شركة إنتاج مصرية هي العدل جروب.

## أعماله
- 2015: بين السرايات، حارة اليهود
- 2014: سيرة حب، فيفا أطاطا
- 2013: الداعية.
- 2011: شارع عبد العزيز، الشوارع الخلفية
- 2009: ليلى.
- 2009: ضربة حظ.
- 2009: الديلر.
- 2008: كلمة حق
- 2008: رمانة الميزان
- 2008: بلطية العايمة
- 2007: قضية رأي عام
- 2006: الغواص
- 2006: أريد خلعا
- 2006: كلام في الحب
- 2005: محمود المصري
- 2005: فرحان ملازم آدم
- 2005: ريا وسكينة حسب الله
- 2004: سلام مربع للستات وليد
- 2004: عوكل
- 2004: أحلى الأوقات أستاذ ربيع
- 2003: اللي بالي بالك رجل الأعمال السجين
- 2003: هروب مومياء (فيلم) عالم الآثار
- 2002: شباب على الهواء الصحفي فؤاد صالح
- 2002: خلي الدماغ صاحي
- 2001: العاصفة (فيلم)
- 2001: لي لي (فيلم)
- 2001: حديث الصباح والمساء
- 2001: رشة جريئة
- 2000: فيلم ثقافي
- 2000: جالا جالا
- 2000: شورت وفانلة وكاب
- 2000: وحياة قلبي وأفراحه
- 1998: هستيريا
- 1994: عنتر زمانه
- 1993: مجانينو
- 1993: أمريكا شيكا بيكا
- 1993: حرب الفراولة
- 1993: مطاردة في الممنوع
- 1992: مذبحة الشرفاء
- 1992: الطريق لمستشفى المجانين
- 1992: رجل من نار
- 1990: النصاب والكلب
- 1989: الوحوش الصغيرة
- 1989:المرشد
- 1989:الصعايدة جم
- 1989:فتوات السلخانة
- 1988: الكماشة
- 1988: المرأة والقانون
- 1988: حقد امرأة
- 1986: بلاغ النائب العام
- 1987: الشرابية
- 1984: ولكن شيئا ما يبقى
- 1982: عصابة حمادة وتوتو
- 1982 : الحل اسمه نظيرة
- 1979: رجب فوق صفيح ساخن
- 1973 كلمة شرف
- المحضر
- كوم الشقافة
- سوق الخضار

## من التمثيليات التلفزيونية
- بدارة (مسلسل) [2]
- الرحلة بدور علي
- ليلة طويلة قام بدور حسين

## وفاته
توفي سامي العدل عن عمر يناهز 68، في الساعات الأولى من يوم الجمعة 10 يوليو 2015 الموافق 23 رمضان 1436 هـ، بالمركز الطبي العالمي، بسبب هبوط حاد في الدورة الدموية نتيجة ضعف في عضلة القلب مما استدعى دخوله المستشفى لأيام، وقد شُيعت جنازته من مسجد آل رشدان بمدينة نصر عقب صلاة الجمعة، ثم دُفن بمدافن أسرته.

## وصلات خارجية
- سامي العدل على موقع IMDb (الإنجليزية)
- سامي العدل على موقع الدهليز
- سامي العدل على موقع قاعدة بيانات الأفلام العربية
- سامي العدل على موقع ديسكوغز (الإنجليزية)
- سامي العدل على موقع قاعدة بيانات الفيلم (الإنجليزية)